# Peter Braun
Peter Braun (Tuttlingen, 1º agosto 1962) è un mezzofondista tedesco, vincitore della medaglia d'oro ai campionati europei indoor di Madrid 1986.

## Biografia
Nel 1986 vinse gli europei indoor di Madrid 1986 con un tempo di 1'48"96 e si classificò 6º ai campionati europei di Stoccarda 1986. L'anno successivo raggiunse i quarti di finale ai mondiali di Roma 1987. 
Rappresentò la Germania Est ai Giochi olimpici estivi di Seul 1988, in cui raggiunse la semifinale e si classificò ultimo nella sua batteria, con il tempo di 1'47"43.
Dal 1986 al 1988 vinse tre volte il titolo di campione tedesco indoor. Nel 1987 e nel 1989 conquistò il titolo nazionale all'aperto, mentre nel 1986, 1988 e 1992 si classificò al 2º posto.
Gareggiò fino al 1991 per la LG Tuttlingen, per poi trasferirsi nel 1992 al MTV Ingolstadt. Dopo la stagione 1994, si ritirò dall'attività agonistica.

## Palmarès
| Anno | Manifestazione  | Sede      | Evento      | Risultato        | Prestazione | Note |
| ---- | --------------- | --------- | ----------- | ---------------- | ----------- | ---- |
| 1985 | Europei indoor  | Il Pireo  | 800 m piani | 17º              | 1'50"50     |      |
| 1986 | Europei indoor  | Madrid    | 800 m piani | Oro              | 1'48"96     |      |
| 1986 | Europei         | Stoccarda | 800 m piani | 6º               | 1'45"83     |      |
| 1987 | Mondiali        | Roma      | 800 m piani | 25º (Batteria)   | 1'48"53     |      |
| 1988 | Giochi olimpici | Seul      | 800 m piani | 16º (Semifinale) | 1'48"53     |      |
| 1992 | Europei indoor  | Genova    | 800 m piani | 5º               | 1'47"19     |      |